# Теорема Ньютона

P лежить на лінії Ньютона EF

В геометрії Евкліда теорема Ньютона стверджує, що в кожному описаному чотирикутнику, крім ромба, центр вписаного кола лежить на прямій Ньютона.
Нехай ABCD — описаний чотирикутник, що має не більше однієї пари паралельних сторін. Крім того, нехай E і F — середини його діагоналей AC і BD, а точка P — центр вписаного кола. Тоді точка P розташована на прямій Ньютона, тобто прямій EF, що з'єднує середини діагоналей.
Описаний чотирикутник з двома парами паралельних сторін є ромбом. У цьому випадку середини діагоналей, як і центр вписаного кола, збігаються, і за визначенням не існує прямої Ньютона.
Теорему Ньютона легко отримати з теореми Енна, враховуючи, що в описаних чотирикутниках сума двох протилежних сторін дорівнює сумі двох інших сторін (теорема Піто: a + c = b + d). Тепер, відповідно до теореми Енна, сума площ трикутників PAD і PBC та сума площ трикутників PAB і PCD рівні, а цього достатньо для того, щоб точка P лежала на прямій EF.
Нехай r — радіус вписаного кола, тоді r — також висота всіх чотирьох трикутників. Тоді
{\displaystyle {\begin{aligned}&S(\triangle PAB)+S(\triangle PCD)=\\[5pt]={}&{\tfrac {1}{2}}ra+{\tfrac {1}{2}}rc={\tfrac {1}{2}}r(a+c)=\\[5pt]={}&{\tfrac {1}{2}}r(b+d)={\tfrac {1}{2}}rb+{\tfrac {1}{2}}rd=\\[5pt]={}&S(\triangle PBC)+S(\triangle PAD)\end{aligned}}}

## Узагальнення
Існує певне узагальнення теореми Ньютона: :стор.100
Якщо вписати еліпс в опуклий чотирикутник, то його центр лежить на прямій Ньютона.